# تمایز کیفی نامتناهی
خطای اساسی دوران مدرن در این است که «شکاف ژرف کیفیت در تفاوت بین خدا و انسان» برداشته شده است. نتیجه در الهیات جزمی، تمسخر خداست…
- سورن کیرکگارد، «نتیجه پس‌نوشته غیرعلمی»، ۱۸۴۶ ص. ۳۱۳ ترجمه سوئنسون/لوری ۱۹۴۱— سورن کی‌یرکگور، ژورنال, ۲۰ نوامبر ۱۸۴۷

تمایز کیفی نامتناهی (انگلیسی: Infinite qualitative distinction) که گاهی با عنوان تفاوت کیفی نامتناهی ترجمه می‌شود، مفهومی است که توسط فیلسوف دانمارکی سورن کی‌یرکگور ابداع شده است. این تمایز بر ویژگی‌های متفاوت انسان‌های متناهی و موقت و ویژگی‌های نامتناهی و ابدی یک موجود برتر تأکید می‌کند. این مفهوم در سنت الهیات سلبی می‌گنجد و بنابراین اساساً با نظریات الهیاتی که توانایی درک کامل انسان را مطرح می‌کنند در تضاد است. کارل بارت متکلم، مفهوم تمایز کیفی نامتناهی را سنگ بنای الهیات خود قرار داد.

## بررسی
برای کی‌یرکگور ارتباط مستقیم با خدا غیرممکن است، زیرا خدا و انسان بی‌نهایت متفاوت هستند. او معتقد است که ارتباط غیرمستقیم با خدا تنها راه ارتباط است. برای مثال در باور مسیحی، تجسم فرض می‌کند که عیسی مسیح خدای تجسم‌یافته است. تمایز کیفی نامتناهی با الاهیات عقلانی مخالف است به این معنا که، درحالی‌که دومی استدلال می‌کند که می‌توان به‌طور تجربی ثابت کرد که عیسی خداوند تجسم یافته است، اولی استدلال می‌کند که شواهد تجربی برای رسیدن به این نتیجه کافی نیستند. ماهیت متناقض تجسم، که خدا در یک انسان تجسم یافته است، برای عقل توهین‌آمیز است، و تنها به‌طور غیرمستقیم و از طریق ایمان قابل درک است.
کتاب رساله بارت به رومیان نیز بر چنین شکافی تأکید دارد. بارت در مقدمه ویرایش دوم تفسیر خود می‌نویسد: «اگر من سیستمی داشته باشم، محدود به شناخت آن چیزی است که کی‌یرکگور «تمایز کیفی نامتناهی» بین زمان و ابدیت می‌نامد و من این را منفی می‌دانم. و همچنین مثبت: «خدا در بهشت است و تو روی زمین» رابطه بین چنین خدایی و چنین انسانی و رابطه بین چنین مردی و چنین خدایی، برای من موضوع کتاب مقدس و جوهر فلسفه است.
کی‌یرکگور معتقد نیست که خداوند نسبت به انسان‌ها عینی است، بلکه معتقد است که او یک موجود ذهنی مطلق است. او در سال ۱۸۴۶ آن را این‌گونه بیان کرد:
متفکر سوبژکتیو دیالکتیکی است که با امر وجودی سر و کار دارد و شور و اشتیاق اندیشه را دارد، که لازمه چنگ زدن به گسست کیفی است. اما از سوی دیگر، اگر امر کیفی در انزوای خالی اعمال شود، و به‌صورت کاملاً انتزاعی در مورد فرد اعمال شود، ممکن است خطر گفتن چیزی نامتناهی قاطع و کاملاً درست در آنچه می‌گوید، مضحک به‌نظر برسد. اصلاً چیزی نگو. این یک پدیده روان‌شناختی قابل توجه است که از تفکیک مطلق ممکن است کاملاً غیرصادقانه، و دقیقاً به‌منظور طفره رفتن استفاده شود. وقتی برای هر جنایتی مجازات اعدام در نظر گرفته شود، هیچ جرمی رخ نمی‌دهد. در مورد دستور نیز همین‌طور؛ اگر به صورت انتزاعی اعمال شود، به یک حرف بی‌صدای غیرقابل تلفظ تبدیل می‌شود، یا اگر تلفظ شود، چیزی گفته نشده است. متفکر سوبژکتیو تفکیک مطلق را آماده ارائه دارد؛ بنابراین، به‌عنوان یک لحظه وجودی اساسی، آن را با شور و شوق یک متفکر نگاه می‌دارد، اما به‌عنوان آخرین راه‌حل برای جلوگیری از تقلیل همه چیز به تفاوت‌های صرفاً کمی در نظر می‌گیرد. او آن را در نگه می‌دارد، اما آن را به‌کار نمی‌برد تا با تکرار انتزاعی به آن، مانع از وجود شود. از این رو، متفکر سوبژکتیو، اشتیاق زیبایی‌شناختی و اخلاقی را به تجهیزات خود اضافه می‌کند که به او انضمام لازم را می‌دهد. همه مشکلات وجودی مشکلاتی پرشور هستند، زیرا زمانی که هستی با تأمل در هم نفوذ می‌کند، شور ایجاد می‌کند.
- سورن کیرکگور، «نتیجه پس‌نوشته غیرعلمی»، ۱۸۴۶ ص. ۳۱۳ ترجمه سوئنسون/لوری ۱۹۴۱

### دست اول
- Kierkegaard, Søren (1985). Philosophical Fragments. Princeton. ISBN 978-0-691-02036-5.
- Kierkegaard, Søren (1992). Concluding Unscientific Postscript. Princeton. ISBN 978-0-691-02081-5.
- Kierkegaard, Søren (1983). The Sickness Unto Death. Princeton. ISBN 978-0-691-02028-0.
- Kierkegaard, Søren (2004). Training in Christianity. Vintage. ISBN 978-0-375-72564-7.
- Kierkegaard, Søren (1990). For Self-Examination. Princeton. ISBN 978-0-691-02066-2.
- Barth, Karl (1968). The Epistle to the Romans. Galaxy. ISBN 0-19-500294-6.
- Barth, Karl (2004). Church Dogmatics. T&T Clark. ISBN 0-567-05809-3.

### دست دوم
- Pattison, George (2005). The Philosophy of Kierkegaard. McGill-Queen's. ISBN 0-7735-2987-X.
- Lowe, Walter (1993). Theology and Difference. Blackwell. ISBN 0-253-33611-2.